# Distretto di Alotau
Il distretto di Alotau (in inglese Alotau District) è un distretto della Papua Nuova Guinea appartenente alla provincia della Baia di Milne. Ha una superficie di 7.835 km² e 60.000 abitanti (stima nel 2000)